# Jocul (Star Trek: Generația următoare)
„Jocul” (titlu original: „The Game”) este al 6-lea episod din al cincilea sezon al serialului TV american științifico-fantastic Star Trek: Generația următoare și al 106-lea episod în total. A avut premiera la 28 octombrie 1991.
Episodul a fost regizat de Corey Allen după un scenariu de Brannon Braga bazat pe o poveste de Susan Sackett, Fred Bronson și Brannon Braga. Invitat special este Ashley Judd în rolul lui Robin Lefler.

## Prezentare
Wesley vine în vizită pe Enterprise, dar îi găsește pe membrii echipajului dependenți de un joc informatic ce le ia mințile. 

## Actori ocazionali
- Ashley Judd - Robin Lefler
- Katherine Moffat - Etana Jol
- Colm Meaney - Miles O'Brien
- Patti Yasutake - Alyssa Ogawa
- Wil Wheaton - Wesley Crusher
- Diane M. Hurley - Woman
- Majel Barrett - Computer voice